# Cryptocephalus gabbari
Cryptocephalus gabbari is een keversoort uit de familie bladkevers (Chrysomelidae). De wetenschappelijke naam van de soort werd in 2005 gepubliceerd door Schoeller.